# Edward Courtenay, 1. Earl of Devon

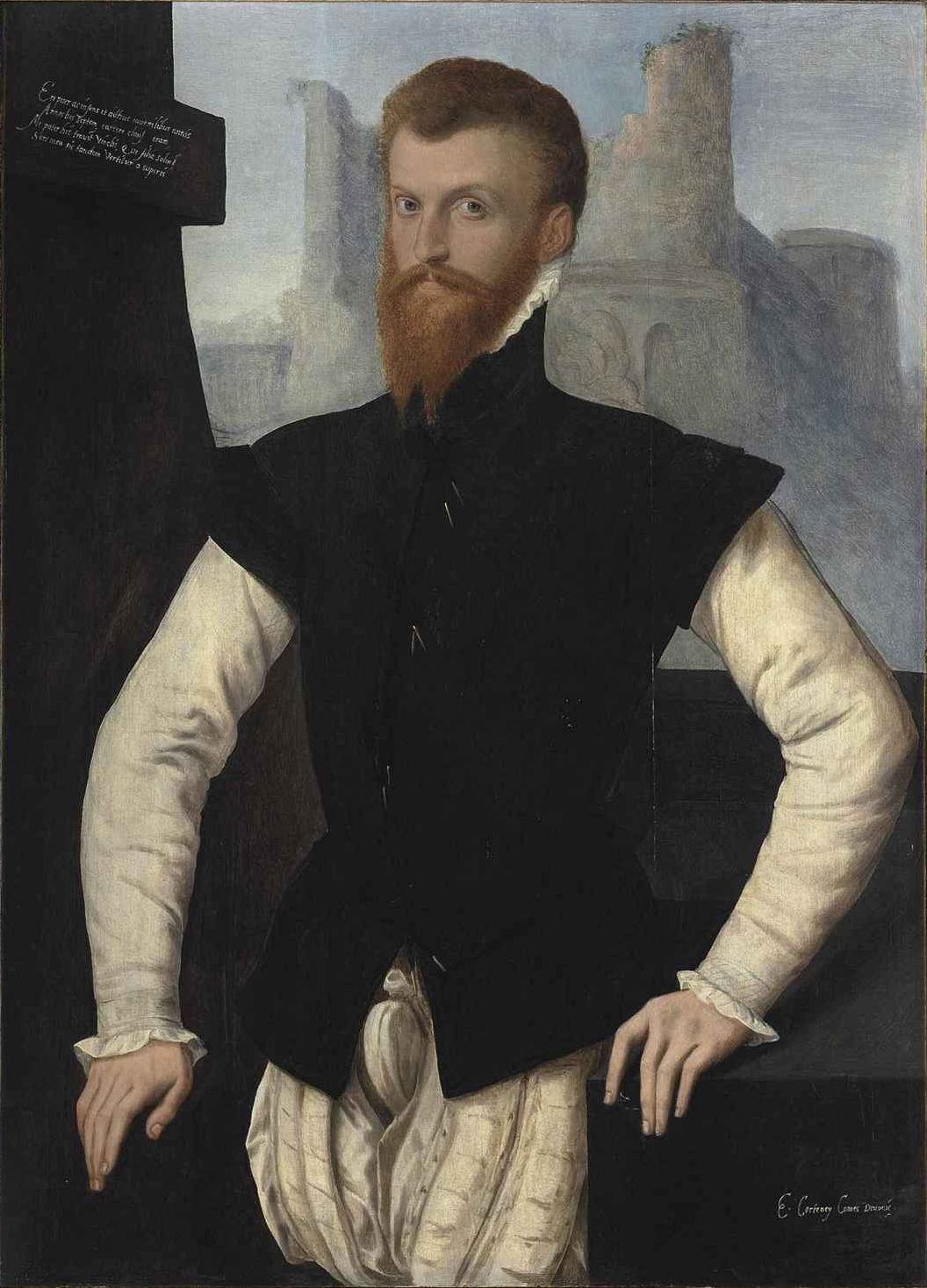
Edward Courtenay, 1. Earl of Devon

Edward Courtenay, 1. Earl of Devon (auch Courtney, * um 1526; † 18. September 1556 in Padua) war ein englischer Adliger und ein mit dem Haus York verwandter Fürst. Als Sohn des Henry Courtenay, 1. Marquess of Exeter stammte Edward von der Prinzessin Katherine of York aus dem Haus Plantagenet ab und hatte somit einen Platz in der englischen Thronfolge. Im Zuge der Exeter-Verschwörung, die seinen Vater das Leben kostete, wurde er als Kind im Tower of London inhaftiert und erhielt erst fünfzehn Jahre später unter Königin Maria I. seine Freiheit wieder. Seine Hoffnung, die Königin oder ihre Schwester Prinzessin Elisabeth zu heiraten und somit König von England zu werden, verleitete ihn zu diversen Intrigen, die zu einer erneuten Inhaftierung führten. Beschattet von Marias Agenten wurde es ihm schließlich gestattet Europa zu bereisen, wo er 1556 unter rätselhaften Umständen in Padua starb.

## Kindheit und Jugend
Edward Courtenay war das einzige überlebende Kind von Henry Courtenay und Gertrude Blount, Tochter des William Blount, 4. Baron Mountjoy. Sein genaues Geburtsdatum ist nicht überliefert, traditionell wird aber das Jahr 1526 angegeben. Über Courtenays frühe Kindheit ist bekannt, dass er einige Zeit im Haushalt Mary Tudors verbrachte, einer Cousine seines Vaters. Nach ihrem Tod 1533 kehrte er zu seiner Familie zurück und wurde von dem Gelehrten Robert Taylor unterrichtet. Sein einziger Bruder Henry starb bereits als Kleinkind. Als seine Eltern während der Exeter-Verschwörung unter Verdacht des Hochverrats gerieten, wurde der erst zwölfjährige Edward zusammen mit ihnen im Tower inhaftiert. Gerüchte kursierten, dass sein Vater geplant hatte, Edward mit Maria zu verheiraten, der zum Bastard erklärten Tochter Heinrich VIII. Henry Courtenay wurde zum Tode verurteilt und am 9. Dezember 1538 hingerichtet, Gertrude wurde nach achtzehn Monaten Haft entlassen. Edward allerdings, als männlicher Abkömmling des Hauses York in maternaler Linie, blieb im Gefängnis. Unter der Herrschaft des jungen Königs Eduard VI. versuchte Courtenay seine Freiheit wieder zu erlangen, indem er im Gefängnis im Jahr 1548 eine Übersetzung anfertigte.
Das italienische Werk Trattato utilissimo del Beneficio di Giesu Christo, crocifisso, verso i Christiani von Antonio della Paglia galt als Rechtfertigung des reformatorischen Glaubens. Courtenay nannte die Übersetzung The Benefit of Christ’s Death (deutsch: Die Wohltat des Todes Christi) und widmete sie Anne Seymour, Ehefrau des Edward Seymour, 1. Duke of Somerset. Möglicherweise erhoffte sich der als katholisch bekannte Courtenay eine Begnadigung durch den König, einem überzeugten Anhänger des protestantischen Glaubens. Doch obwohl Notizen des Königs zeigen, dass er das Werk gelesen hatte, blieb Courtenay in Haft. Hier machte er die Bekanntschaft von Stephan Gardiner. Der Bischof sollte ihm zeit seines Lebens ein guter Freund sein und Courtenay selbst nannte ihn liebevoll „Vater“. Auch nach ihrer Freilassung standen die beiden sich so nahe, dass Courtenay besorgte Briefe bezüglich der Gesundheit seines alten Freundes schrieb. Die Nachricht von Gardiners Tod im Jahr 1555 wurde ihm von einem Bekannten persönlich mitgeteilt, da man „nicht wagte, ihm zu schreiben, dass Gardiner tot sei, da es ihn schwer treffen würde“.

## Ambitionen und Intrigen
Unter Königin Maria wurde Edward Courtenay 1553 aus dem Tower entlassen. Die Freundschaft seiner Mutter zu der neuen Königin sorgte für einen erneuten Wohlstand der Courtenays. Maria verlieh Edward Courtenay am 3. September 1553 den Titel Earl of Devon neu, der seinem Vater seinerzeit aberkannt worden war. Am 29. September schlug sie ihn zum Knight of the Bath und zu ihrer Krönung am 1. Oktober trug er das Staatsschwert vor ihr. Die Königin band ihn zudem in politische Empfänge und in Rechtsprozesse ein. So empfing Courtenay die spanischen Botschafter im Namen der Königin und gehörte zur Jury, die im Januar 1554 über Robert Dudleys Schicksal entschieden. Angeblich behandelte Maria ihren jungen Verwandten bisweilen wie ein Kind. So soll sie ihm befohlen haben, ohne ihre Erlaubnis keine Einladungen zum Abendessen anzunehmen.

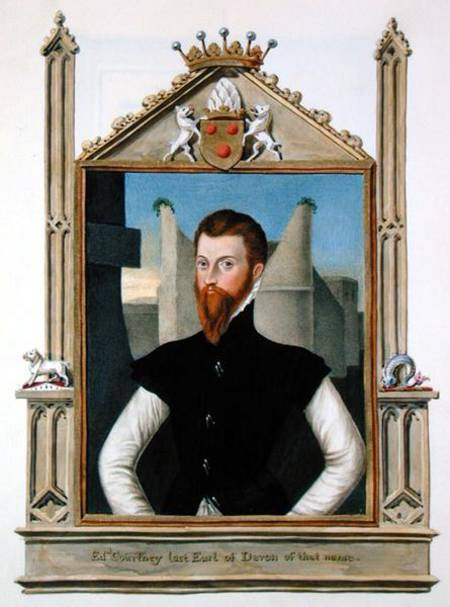
Edward Courtenay von Lady Sarah Malden, Countess of Essex

Als einziger überlebender Nachkomme des Hauses York – mitunter auch poetisch „der letzte Zweig der Weißen Rose“ genannt – wurde Courtenay von vielen Seiten als potentieller Bräutigam für die Königin gesehen. Seine Großmutter Katherine of York war die jüngere Schwester von Marias Großmutter Elizabeth of York gewesen, womit sowohl Maria als auch Courtenay Urenkel des Königs Eduard IV. waren. Unterstützt wurde er u. a. von seiner Mutter und Stephan Gardiner. Allerdings verhandelten bereits die spanischen Botschafter über eine Eheschließung zwischen Maria und dem spanischen Thronfolger Philipp II. Maria, die sich stets Philipps Vater Karl V. verbunden fühlte, bevorzugte Philipps Werben, möglicherweise auch weil Courtenay durch seine fünfzehnjährige Haft geprägt war. Zur Beunruhigung seiner Befürworter führte er seit seiner Entlassung ein ausschweifendes Leben, trank viel, hatte Affären und war häufig in Gegenwart der französischen und venezianischen Botschafter zu finden, erklärte Feinde der Spanier. Zusätzlich gab es Gerüchte, dass er Drohungen gegen Reginald Poles Bruder Geoffrey Pole ausstieß, dessen Aussagen zur Hinrichtung Henry Courtenays geführt hatten. Die Poles standen in der Gunst Marias, weshalb diese Gerüchte sich negativ auf Courtenays Ruf auswirkten.
Als sich schließlich herauskristallisierte, dass Maria Philipp heiraten würde, begann der enttäuschte Courtenay stattdessen ihre jüngere Schwester Elisabeth zu umwerben. Bereits kurz nach Verkündigung der Verlobung Marias und Philipps regte sich erster Widerstand gegen diese Ehe. Die Engländer betrachteten die Einheiratung eines Ausländers in ihr Königshaus mit Argwohn, da sie fürchteten, dass Philipp England zu einem Vasallen Spaniens machen wollte und ihr Land in kostspielige Kriege verwickeln würde. Für viele stellten Courtenay und Elisabeth eine verlockendere Alternative dar, da sie beide in England geboren worden waren. Um Marias Hochzeit zu verhindern und an Elisabeths Seite König von England zu werden, schloss sich Courtenay den Rebellen der Wyatt-Verschwörung an. Allerdings wurde er von seinen Kameraden recht bald als Zauderer und Feigling betrachtet und am 21. Januar 1554, als die ersten Gerüchte bereits kursierten, gestand er den geplanten Aufstand schließlich Gardiner.
Obwohl seine Ambitionen für den Thron lange Zeit als einziges Motiv für Courtenays Beteiligung an dem Aufstand galten, hält die neuere Forschung es für möglich, dass er gewisse Sympathien für den Protestantismus hegte. Karl V. schrieb an seinen Botschafter Renard in England: „Wenn es um Religion geht, kann kein großes Vertrauen in ihn gesetzt werden, denn Gerüchten zufolge wurde er im Gefängnis fast verleitet.“ Obwohl er sich nach außen hin katholisch zeigte und auch sicherstellte, dass seine Diener „gute Katholiken“ waren, machten seine engen Kontakte zu Protestanten seine Zeitgenossen misstrauisch. Während der Kämpfe in London kommandierte Courtenay einige Streitkräfte der Königin, fand sich jedoch nur wenig später erneut im Tower wieder. Zeitgenössischen Berichten zufolge bat Thomas Wyatt auf dem Weg zum Schafott Edward Courtenay persönlich um Vergebung dafür, dass er gegen ihn falsches Zeugnis abgelegt hatte. Auf dem Schafott erklärte Wyatt noch einmal, dass seine Aussagen gegen Elisabeth und Courtenay unter Folter abgepresst worden waren und nicht der Wahrheit entsprachen. Courtenay wurde daraufhin nach Fotheringhay Castle, Northamptonshire, gebracht und stand dort einige Monate lang unter Hausarrest.

## Reise nach Italien
Am 6. April 1555 erhielt Courtenay schließlich seine Freiheit zurück. Schon bald darauf spekulierten die Spanier über eine mögliche Heirat zwischen ihm und der verwitweten Frances Brandon, der königlichen Cousine Marias und Mutter der hingerichteten Lady Jane Grey. Kinder aus dieser Heirat hätten einen starken Anspruch auf den Thron gehabt, doch weder Frances noch Courtenay hatten Interesse an einer solchen Verbindung. Courtenay erklärte der Königin, dass er eher das Land verlassen würde als Frances zu heiraten und Frances hatte sich bereits Adrian Stokes als zweiten Ehemann ausgesucht. Im Mai erteilte Maria Courtenay die offizielle Erlaubnis den Kontinent zu bereisen und Courtenay reiste daraufhin nach Brüssel und Löwen, wo er einige Zeit als Gast Karls V. verbrachte. Allerdings kam es regelmäßig zu Auseinandersetzungen zwischen Karls spanischen Dienern und Courtenays Gefolge. Im Oktober wurde es ihm schließlich gestattet nach Italien zu reisen. Zur selben Zeit schmiedete Ruy Gómez, Berater von Philipp II., ein Komplott, um in Italien ein Attentat auf Courtenay zu verüben.
Gegen Ende des Jahres, kurz nach Gardiners Tod, erregte Courtenay einmal mehr das Misstrauen des katholischen Adels, da er sich zunehmend in protestantischen Kreisen bewegte. Zu seinen Kontakten gehörte u. a. Sir Peter Carew, sein alter Bundesgenosse aus der Wyatt-Verschwörung. Gegenüber dem misstrauischen Kardinal Reginald Pole behauptete Courtenay jedoch, dass er lediglich versuchte, Carew günstig zu beeinflussen und ihn zur Rückkehr zum Katholizismus zu bewegen. Historiker halten es daher für möglich, dass Courtenay selbst insgeheim dem protestantischen Glauben zugeneigt war, nach außen hin jedoch nach wie vor den guten Katholiken spielte. Indizien dafür sind seine Reisen nach Venedig und Padua, die als bevorzugte Zufluchtsorte der englischen Exilanten vor den Ketzerverfolgungen galten. Courtenay musste daher der Königin und dem Kronrat versprechen, keinen Kontakt zu bekannten, exilierten Protestanten herzustellen, wie zum Beispiel Sir Francis Russell. Das geplante Attentat auf ihn scheiterte, da der angeheuerte Meuchelmörder die Behörden Venedigs informiert hatte.
Trotz der Einladung eines alten Freundes seiner Mutter, Michael Throckmorton, mit ihm in Mantua zu bleiben, zog es Courtenay Ende März 1556 nach Ferrara, wo in dieser Zeit viele protestantische Exilanten Pläne gegen Marias Regime schmiedeten. In seiner Abwesenheit erfolgte in England eine weitere Verschwörung. Im Juli 1556 gab sich ein junger Schulleiter in Yaxley, Suffolk, als Edward Courtenay aus und veröffentlichte eine falsche Proklamation, die besagte, dass Maria tot sei und Courtenay und Elisabeth nun über England herrschten. Der Betrüger wurde hingerichtet, bevor es zu einer weiteren Rebellion kommen konnte, doch zeigte der Vorfall, wie gefährlich Courtenay nach wie vor für Maria sein könnte. Mehrere seiner Diener wurden verhaftet, woraufhin Courtenay protestierte, dass sie keine Verschwörer sein könnten, denn schließlich wären sie katholisch. Marias Agenten waren jedoch überzeugt, dass Courtenay sich bald den Rebellen anschließen würde. Trotz allem konnte Courtenay keine aktive Beteiligung an Komplotten nachgewiesen werden, da er sich stets weigerte, sich offen gegen die Königin zu stellen. Stattdessen schrieb er sich schließlich in der Universität von Padua als Student der Rechtswissenschaften ein.

## Tod
Courtenays Tod am 18. September 1556 in Padua gibt den Historikern bis heute Rätsel auf. Laut Anne Overell deuten einige Anzeichen darauf hin, dass Courtenay einem politischen Mord zum Opfer fiel. Seine Post wurde regelmäßig geöffnet, seine Diener in England standen unter Arrest und sein Freund John Cheke war entführt worden. Auch der Tod seines Küchenjungen wurde von Zeitgenossen als dunkle Ankündigung gewertet. Der einzige Augenzeuge seines Todes, der Maria einen ausführlichen Bericht schickte, war Sir Peter Vannes, der englische Botschafter in Venedig. Seinen Angaben zufolge erlag Courtenay einer Kette unglücklicher Ereignisse. Zunächst, so Vannes, erkältete er sich während eines Sturms, dann stürzte er in seinem eigenen Haus die Treppe hinunter und schließlich wählte er für seine Reise nach Padua eine unbequeme Kutsche, die ihn auf den holprigen Wegen so durchschüttelte, dass er „sehr geschwächt“ in Padua ankam. Dort verschlechterte sich sein Zustand täglich und schließlich bekam er hohes Fieber. Am 18. September empfing er laut Vannes schließlich die Sakramente und akzeptierte die Kirche als das Wichtigste auf Erden, bevor er im katholischen Glauben starb.

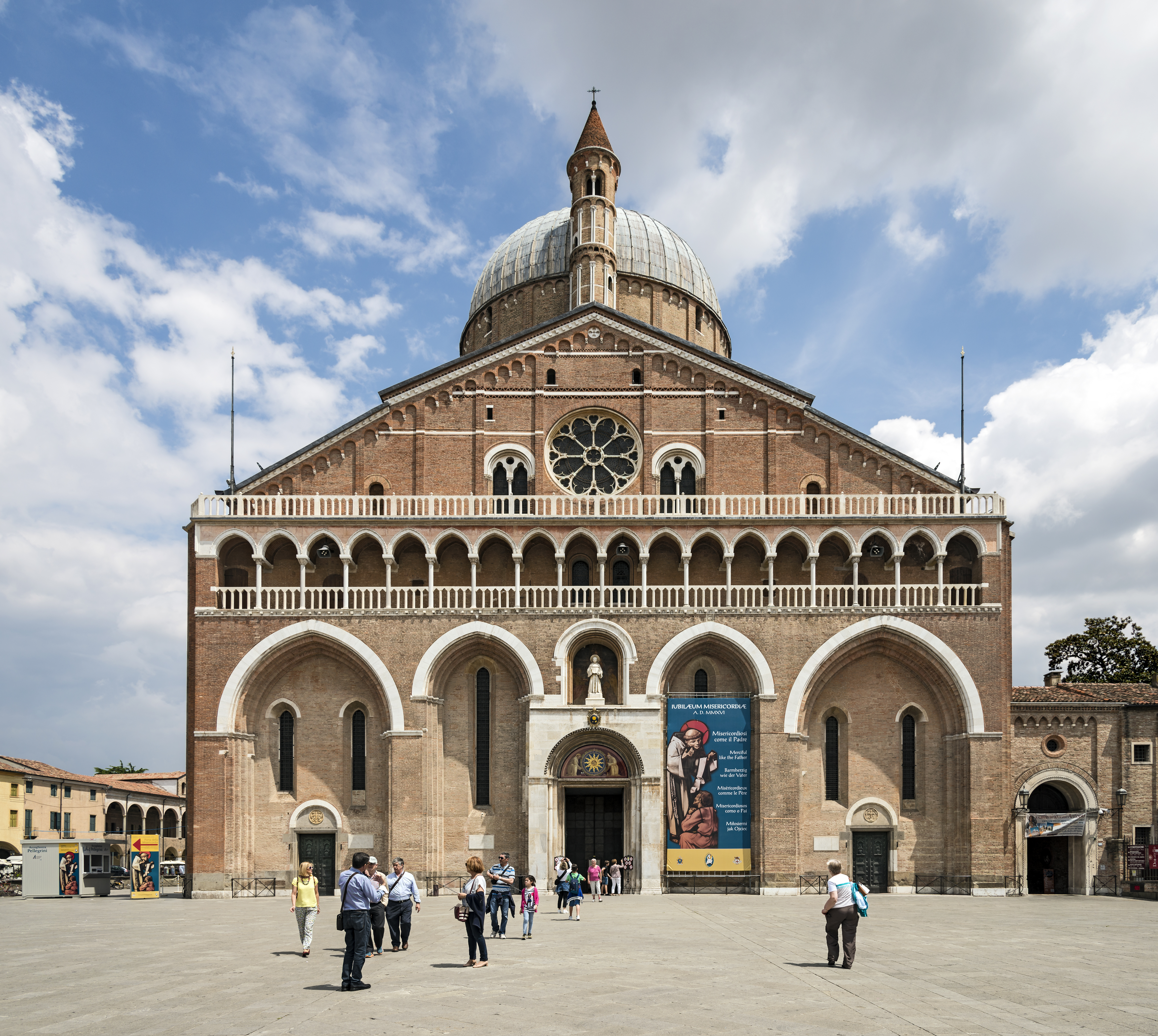
Basilika des Heiligen Antonius, letzte Ruhestätte von Edward Courtenay

Wie zuverlässig diese Berichterstattung war, ist allerdings fraglich, da Vannes' Laufbahn recht ungewöhnlich war. Ursprünglich Botschafter für Heinrich VIII. und seinen Nachfolger Eduard, war er zunächst der protestantische Dekan von Salisbury gewesen, bevor er in den Dienst der katholischen Maria getreten war. Ein Jahr vor Courtenays Tod hatte er versucht Courtenays alten Bekannten Sir Peter Carew ermorden zu lassen. Was Historiker zusätzlich misstrauisch macht, ist Vannes' unmittelbar nach Courtenays Tod geäußerter Wunsch, nach England zurückkehren zu dürfen. Von einigen Parteien wird daher vermutet, dass Vannes Courtenay im Auftrag der englischen Regierung umbringen ließ. Unterstützt wird diese Vermutung von der Aussage eines Zeitgenossen, des Humanisten Pietro Bizarri. In einem 1579 veröffentlichten Werk schreibt er, dass Courtenay umgebracht wurde „von der Hand eines Vatermörders“ und es ist möglich, dass auch er an Courtenays Sterbebett stand.
Falls es sich um einen Mord handelte, gibt es mehrere Verdächtigte. Peter Vannes als Beauftragter von Marias Regime ist eine Möglichkeit. Auch das Verhalten der venezianischen Behörden stimmt Historiker stutzig, da sie nachgewiesenermaßen Courtenays Briefschatulle öffneten, einige Briefe entfernten, die bis heute verschollen bleiben und die Schatulle anschließend wieder versiegelten. Zusätzlich steht fest, dass auch die Habsburger versuchten ein Attentat auf Courtenay zu verüben. Allerdings kann keiner Partei eindeutig ein Mord nachgewiesen werden. Fest steht lediglich, dass Courtenay vor seinem Tod seine Besitztümer von seinen Dienern auflisten ließ und sie bat seine Briefe zu ordnen. Vannes organisierte sein Begräbnis, offenkundig erbost, dass Königin Maria und ihre Berater Courtenay mit zu wenigen Mitteln für eine würdige Beerdigung ausgestattet hatten. Die Beisetzung fand am 21. September in der Basilika des Heiligen Antonius zu Padua statt. Die Grabrede für den offiziell katholischen Courtenay wurde auf Vannes' ausdrücklichen Wunsch von dem eingefleischten Protestanten Thomas Wilson gehalten, der als Courtenays Todesursache Malaria angab.
Da Courtenay keine Kinder hatte und kein sonstiger berechtigter Erbe einen Anspruch auf den Titel geltend machte, galt sein Titel mit seinem Tod als erloschen. König Jakob I. verlieh 1603 den Titel Earl of Devonshire an einen Verwandten mütterlicherseits und nach dessen kinderlosem Tod 1613 erneut, diesmal an einen Nicht-Verwandten. Erst 1831 gelang es Courtenays Ur-ur-ur-urgroßneffe sechsten Grades William Courtenay, 3. Viscount Courtenay, dem Committee for Privileges and Conduct des House of Lords nachzuweisen, dass die Verleihungsurkunde von 1553 einen besonderen Zusatz enthalte, nach dem die Erbfolge auf seine männlichen Erben und nicht wie sonst üblich auf seine leiblichen männlichen Nachkommen beschränkt sei. Am 14. Mai 1831 wurde er als 9. Earl of Devon und rückwirkend seine Vorfahrenlinie als de iure 2. bis 8. Earl bestätigt.